# Unterseeboot 543
L'Unterseeboot 543 (ou U-543) était un sous-marin allemand utilisé par la Kriegsmarine pendant la Seconde Guerre mondiale.

## Historique
Après sa période de formation à Stettin dans la 4. Unterseebootsflottille jusqu'au 31 octobre 1943, l'U-543 est affecté à une unité de combat à la base sous-marine de Lorient dans la 10. Unterseebootsflottille.
Le 7 avril 1944, l'U-Boot trouve un petit convoi de navires marchands, dont l'escorte le fait fuir à coups de charges de profondeur.

Dix jours plus tard, après son ravitaillement par l'U-488, l'U-543 est localisé par un avion Grumman TBF Avenger du porte-avions d'escorte américain USS Tripoli. L'Avenger lui lance des roquettes, ainsi qu'une torpille FIDO ; l'U-Boot s'échappe.
L'U-543 est coulé le 2 juillet 1944 dans l'Atlantique, au sud-ouest de Tenerife (îles Canaries), à la position géographique de 25° 34′ N, 21° 36′ O par des charges de profondeurs et par des torpilles lancées par un avion Grumman TBF Avenger de l'escadrille VC-58 du porte-avions d'escorte américain USS Wake Island. 
Les 58 membres de l'équipage meurent dans cette attaque.

## Affectations successives
- 4. Unterseebootsflottille du 21 avril 1943 au 31 octobre 1943
- 10. Unterseebootsflottille du 1er novembre 1943 au 2 juillet 1944

## Commandement
- Kapitänleutnant Hans-Jürgen Hellriegel du 21 avril 1943 au 2 juillet 1944

## Navires coulés
L'U-543 n'a, ni coulé, ni endommagé de navire au cours des 2 patrouilles qu'il effectua.

## Sources
- U-543 sur Uboat.net